# 말과활
말과활은 대한민국의 잡지이다. '종합 인문주의 정치 비평지'이고 계간지다. 언론인 홍세화가 발행인이자 편집인으로 활동했다. 2018년 현재 문부식이 발행인이다.